# Murchin
Murchin är en kommun och ort i Landkreis Vorpommern-Greifswald i förbundslandet Mecklenburg-Vorpommern i Tyskland.
Kommunen ingår i kommunalförbundet Amt Züssow tillsammans med kommunerna Bandelin, Gribow, Groß Kiesow, Groß Polzin, Gützkow, Karlsburg, Klein Bünzow, Rubkow, Schmatzin, Wrangelsburg, Ziethen och Züssow.